# 弗龙
弗龙（法語：Vron，法語發音：[vʁɔ̃]）是法国上法蘭西大區索姆省的一个市镇，属于阿布维尔区。

## 地理
弗龙（50°18'47"N, 1°45'13"E）面积20.67 平方千米，位于法国上法蘭西大區索姆省，该省份为法国北部沿海省份，北起加来海峡省和北部省，西接滨海塞纳省和大西洋英吉利海峡，南至瓦兹省，东临埃纳省。
与弗龙接壤的市镇（或旧市镇、城区）包括：阿尔古勒、阿里、楠蓬、勒尼耶尔-埃克吕斯、欧蒂河畔维莱尔、维龙绍。

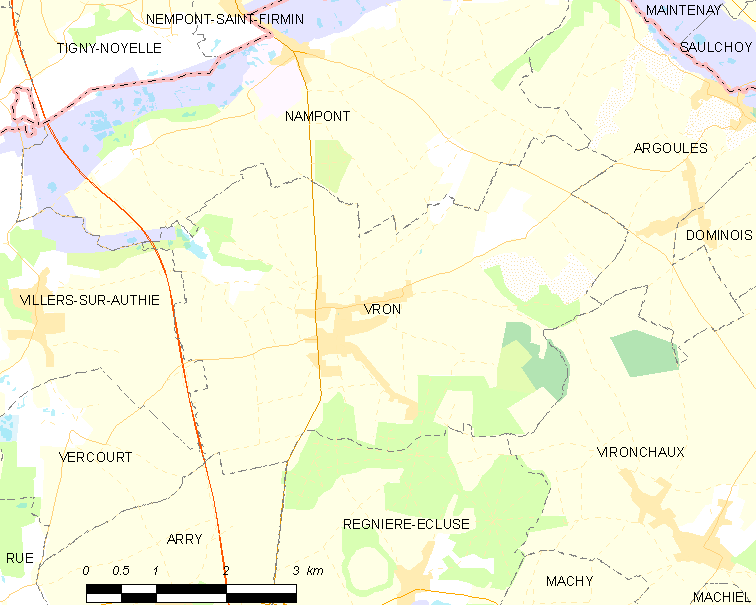
弗龙的OSM定位图

弗龙的时区为UTC+01:00、UTC+02:00（夏令时）。

## 行政
弗龙的邮政编码为80120，INSEE市镇编码为80815。

## 政治
弗龙所属的省级选区为吕镇县。

## 人口

1962-2008年间弗龙人口变化图示

弗龙于2022年1月1日时的人口数量为835人。